# 阿比姆區
阿比姆區是非洲中部國家烏干達的111個區之一，由北部區負責管轄，首府是阿比姆，距離莫羅托約140公里，主要的經濟產業有自給農業和畜牧業，2011年人口估計為92,500。

## 外部連結
- Abim District Information Portal

02°44′N 33°40′E / 2.733°N 33.667°E